# Косевское
Косевское — деревня в Красносельском районе Костромской области. Входит в состав Шолоховского сельского поселения.

## География
Находится в юго-западной части Костромской области на расстоянии приблизительно 6 км на север-северо-восток по прямой от районного центра поселка Красное-на-Волге.

## История
В 1872 году здесь было учтено 11 дворов, в 1907 году отмечено было 18 дворов.

## Население
Постоянное население составляло 78 человек (1872 год), 86 (1897), 99 (1907), 187 в 2002 году (русские 96 %), 169 в 2022.